# 피드백 허브
피드백 허브(Feedback Hub)는 마이크로소프트에서 제작한 범용 앱이다. 일반 윈도우 사용자와 윈도우 참가자 사용자가 운영 체제에 대한 피드백, 기능 제안 및 버그 보고서를 제공할 수 있도록 설계되었다. 마이크로소프트 스토어에서 구입할 수 있으며 윈도우 10 및 윈도우 11과 함께 번들로 제공되는 경우도 있다.

## 기능
피드백 허브에는 이전 버전의 모든 기능이 포함되어 있다. 홈 보기에는 피드백 검색 상자, 제공된 피드백 수 및 받은 찬성 투표 수, 새로운 기능 목록, 사용자가 현재 사용 중인 윈도우 빌드 평가 옵션, 사용자 프로필 및 윈도우에 대한 외부 정보에 대한 링크가 제공된다.
사용자는 익명으로 피드백을 제공하거나 마이크로소프트 계정 또는 애저 액티브 디렉터리(Azure Active Directory) 계정으로 로그인할 수 있다. 로그인하면 장치 간에 찬성표와 성과를 동기화하고 이전에 앱의 내 피드백 섹션에서 제공한 피드백을 볼 수 있다.
다른 앱과 마찬가지로 피드백 허브 자체도 피드백을 받는다. 시간이 지남에 따라 피드백 수신 화면이 업데이트되었고 피드백 및 공지 사항에 대한 링크가 제공되었으며 이제 크로스 플랫폼 피드백을 보고 댓글을 달 수 있다. 예를 들어 윈도우 10 PC 사용자는 윈도우 10 모바일에 대한 피드백을 보고 댓글을 달 수 있다. 그러나 사용자는 현재 사용하지 않는 플랫폼에 대해 새로운 피드백을 생성하거나 피드백을 찬성할 수 없다.